# Арабей Павло Григорович
Павло́ Григо́рович Арабей (рос. Павел Григорьевич Арабей; 13 січня 1901, с. Заполля — 21 листопада 1984) — радянський військовик, генерал-майор.
Під час німецько-радянської війни начальник штабу й командир 241-ї стрілецької дивізії (1942—1944). Нагороджений 6 орденами та багатьма медалями. Почесний громадянин Вінниці.

## Життєпис
З 1920 року — в Червоній армії. Служив у прикордонних військах.
1939 року закінчив Військову академію Червоної армії ім. М. В. Фрунзе.
Після початку німецько-радянської війни — в армії на Північно-Західному, Воронезькому та 1-му Українському фронтах.
З 26 червня 1942 до 10 липня 1944 — начальник штабу й командир 241-ї стрілецької дивізії.
З жовтня 1947 — начальник Курсів удосконалення офіцерського складу, відтоді був на відповідальних посадах у військах.
З 1956 року — генерал-майор у запасі. Нагороджений 6 орденами та багатьма медалями.